# Восточный Годавари
Восточный Годавари (телугу తూర్పు గోదావరి జిల్లా; англ. East Godavari) — округ на северо-востоке индийском штате Андхра-Прадеш. Образован в 1925 году в результате разделения округа Годавари на два самостоятельных округа — Восточный Годавари и Западный Годавари. Административный центр — город Какинада. Площадь округа — 10 807 км².
По данным всеиндийской переписи 2001 года население округа составляло 4 901 420 человек. Уровень грамотности взрослого населения составлял 65,5 %, что немного выше среднеиндийского уровня (59,5 %). Доля городского населения составляла 23,5 %.

## История
Во времена британского владычества провинция славилась своими каменоломнями и железными рудниками. Главными предметами экспорта традиционно являются: пшеница, рис, хлопок, кокос, орехи, льняные ткани, тамаринды, индиго, табак.
В 1753 году стала французской провинцией, но менее чем через год была завоевана была маратами и позже уступлена последними Ост-Индской компании.